# Chantal Meek
Chantal Meek (ur. 19 grudnia 1978 w Kent) – australijska kajakarka, brązowa medalistka olimpijska, brązowa medalistka mistrzostw świata.
Urodziła się w Anglii w hrabstwie Kent. Brązowa medalistka igrzysk olimpijskich w Pekinie w 2008 roku (razem z Lisa Oldenhof, Hannah Davis i Lyndsie Fogarty) i zdobywczyni szóstego miejsca podczas igrzysk olimpijskich w 2004 roku w K-4 na 500 m.
Jest brązową medalistką mistrzostw świata w konkurencji kajaków na dystansie 1000 m w K-4 z 2003 roku.